# Felice Bonetto
Felice Bonetto (n. 9 iunie 1903 – d. 21 noiembrie 1953) a fost un pilot italian de Formula 1 care a evoluat în Campionatul Mondial între anii 1950 și 1953.
1. 1 2  Felice Bonetto, Find a Grave, accesat în 9 octombrie 2017